# 일본 축구 국가대표팀
일본 축구 국가대표팀(일본어: サッカー日本代表 삿카 닛폰 다이효[*]→축구 일본 대표)은 일본의 축구 국가대표팀으로 일본 축구 협회에서 운영하고 있으며 '사무라이 블루'라는 별칭으로 알려져 있는 아시아 최고의 강팀 중 하나이다. 일본은 1990년대가 되어서야 프로 리그가 생겼을 만큼 그 이전까진 축구에 큰 관심을 보이는 국가가 아니었으나 2000년대부터는 야구 다음 가는 인기를 누리게 되었다. 1917년 5월 9일 대만과의 경기에서 첫 경기를 치렀지만 이는 공식적으로 인정되지 않는 경기이며 공식적인 첫 경기는 1930년 5월 25일 열린 필리핀과의 경기로 7-2로 승리를 거두었으며 현재 도쿄 국립경기장을 홈 구장으로 사용하고 있다. 일본 대표팀 자체의 엠블럼이 삼족오 와 비슷하다.

## 역사

### FIFA 월드컵

#### 1998년 FIFA 월드컵이전
1954년 FIFA 월드컵 아시아 지역 예선을 시작으로 1994년 FIFA 월드컵 아시아 지역 예선까지 월드컵 본선의 문을 계속 두드렸지만 번번이 예선에서 탈락했고 특히 1994년 월드컵 지역 예선에서는 9승 3무 1패의 높은 승률에도 불구하고 이라크와의 최종 예선 마지막 경기에서 2-1로 앞선 후반 막판 상대팀인 자파르 움란에 통한의 동점골을 허용하며 같은 시각 북한을 3-0으로 이긴 대한민국에게 본선 티켓을 내주고 말았는데 이를 두고 대한민국에서는 도하의 기적이라고 불리고 있지만 일본 입장에서는 도하의 비극으로 불리고 있다.

#### 1998년 FIFA 월드컵이후
1994년 대회까지 번번이 지역 예선에서 탈락하다가 1998년 FIFA 월드컵에서야 사상 첫 월드컵 본선 무대를 밟은 이후 7회 연속 월드컵 본선에 출전하여 이 중 4번의 대회(2002년, 2010년, 2018년, 2022년)에서 16강에 진출했지만 2002년 대회에서는 튀르키예, 2010년 대회에서는 파라과이, 2018년 대회에서는 벨기에, 2022년 대회에서는 크로아티아에 밀려 4번 모두 다 8강 진출에는 실패했다.

### AFC 아시안컵
아시안컵 본선에는 9번 출전하여 이 중 4번의 대회(1992년, 2000년, 2004년, 2011년)에서 우승했는데 이는 본 대회 최다 우승 기록이다. 또한 첫 출전해서 조별리그에서 탈락했던 1988년 대회를 제외하고 이후 8번의 대회에서 모두 8강 이상의 성적을 달성했다.

### 아시안 게임
성인 대표팀 시절에는 13번의 대회에 모두 출전했고 1951년 대회와 1966년 대회에서 각각 동메달을 획득했다. 그리고 U-23 대표팀으로는 5번 출전하여 2010년 대회에서 금메달을 획득했고 2002년 대회, 2018년 대회,2022년 대회 에서는 은메달을 획득했다.

### 하계 올림픽
성인 대표팀 시절에는 4번 출전하여 1968년 대회에서 동메달을 획득하면서 세계 대회 첫 성과를 거두었고 이에 앞서 처음으로 출전한 1936년 하계 올림픽에서는 1924년 하계 올림픽 동메달에 빛나는 북유럽의 강호 스웨덴과의 1라운드에서 3-2로 꺾고 8강에 진출하는 이변을 일으켰는데 당시 이 경기는 '베를린의 기적'으로 불렸으며 이후 자국에서 열린 1964년 하계 올림픽에서는 28년 만에 올림픽 8강에 진출했다. 그리고 U-23 대표팀으로는 7번 출전하여 2012년 대회에서 1968년 이후 44년만에 준결승에 올랐지만 준결승에서는 멕시코에게, 3위 결정전에서는 대한민국에게 연달아 패하며 메달 획득에 실패했다.

### EAFF E-1 풋볼 챔피언십
전신인 다이너스티컵을 비롯해 13번 출전하여 이 중 5번의 대회(1992년, 1995년, 1998년, 2013년, 2022년)에서 우승했다.

### 코파 아메리카
코파 아메리카에는 초청국 자격으로 2번(1999년, 2019년) 출전했지만 2번 모두 조별리그에서 탈락했다.

## 팀 이미지 유니폼

### 유니폼 변천사
위키미디어 공용에 일본 축구 국가대표팀 유니폼 관련 미디어 자료가 있습니다.

## 최근 경기 결과 및 일정

#### 2024
| 2026년 FIFA 월드컵 아시아 지역 3차 예선 2024년 9월 5일 | 일본 | 7 - 0 | 중화인민공화국 | 사이타마, ( 일본)                                                               |  |  |
| 19:35 UTC+9                                            | 엔도 와타루 12′ · 미토마 가오루 45+2′ · 미나미노 다쿠미 52′, 58′ · 이토 준야 77′ · 마에다 다이젠 87′ · 구보 다케후사 90+5′ |       |                | 경기장: 사이타마 스타디움 2002 관중 수: 52,398 심판: 압둘라흐만 알자심 (카타르) |  |  |
|                                                        | |       |                |                                                                                 |  |  |

| 2026년 FIFA 월드컵 아시아 지역 3차 예선 2024년 9월 10일 | 바레인 | 0 - 5 | 일본                                                                         | 리파, ( 바레인)                                                                |  |  |
| 19:00 UTC+3                                             |        |       | 우에다 아야세 37′ (페널티), 47′ · 모리타 히데마사 61′, 64′ · 오가와 고키 81′ | 경기장: 바레인 국립경기장 관중 수: 22,729 심판: 루스탐 루트풀린 (우즈베키스탄) |  |  |
|                                                         |        |       |                                                                              |                                                                                |  |  |

| 2026년 FIFA 월드컵 아시아 지역 3차 예선 2024년 10월 10일 | 사우디아라비아 | 0 - 2 | 일본                                | 지다, ( 사우디아라비아)                                               |  |  |
| 21:00 UTC+3                                              |                |       | 가마다 다이치 14′ · 오가와 고키 81′ | 경기장: 킹 압둘라 스포츠 시티 관중 수: 56,283 심판: 김종혁 (대한민국) |  |  |
|                                                          |                |       |                                     |                                                                       |  |  |

| 2026년 FIFA 월드컵 아시아 지역 3차 예선 2024년 10월 15일 | 일본                       | 1 - 1 | 오스트레일리아             | 사이타마, ( 일본)                                                                |  |  |
| 19:35 UTC+9                                              | 캐머런 버지스 76′ (자책골) |       | 다니구치 쇼고 58′ (자책골) | 경기장: 사이타마 스타디움 2002 관중 수: 58,730 심판: 아흐메드 알 알리 (쿠웨이트) |  |  |
|                                                          |                            |       |                            |                                                                                  |  |  |

| 2026년 FIFA 월드컵 아시아 지역 3차 예선 2024년 11월 15일 | 인도네시아 | 0 - 4 | 일본                                                                                           | 자카르타, ( 인도네시아)                                                          |  |  |
| 19:00 UTC+7                                              |            |       | 저스틴 허브너 36′ (자책골) · 미나미노 다쿠미 40′ · 모리타 히데마사 49′ · 스가와라 유키나리 69′ | 경기장: 겔로라 붕 카르노 스타디움 관중 수: 60,304 심판: 무드 보냐디파르드 (이란) |  |  |
|                                                          |            |       |                                                                                                |                                                                                  |  |  |

| 2026년 FIFA 월드컵 아시아 지역 3차 예선 2024년 11월 19일 | 중화인민공화국 | 1 - 3 | 일본                                     | 샤먼, ( 중국)                                                             |  |  |
| 20:00 UTC+8                                              | 린량밍 48′     |       | 오가와 고키 39′, 54′ · 이타쿠라 고 45+6′ | 경기장: 샤먼 이그렛 스타디움 관중 수: 45,336 심판: 무하맛 타키 (싱가포르) |  |  |
|                                                          |                |       |                                          |                                                                           |  |  |

#### 2025
| 2026년 FIFA 월드컵 아시아 지역 3차 예선 2025년 3월 20일 | 일본                                  | 2 - 0 | 바레인 | 사이타마, ( 일본)                                                               |  |  |
| 19:35 UTC+9                                             | 가마다 다이치 66′ · 구보 다케후사 87′ |       |        | 경기장: 사이타마 스타디움 2002 관중 수: 58,137 심판: 압둘라흐만 알자심 (카타르) |  |  |
|                                                         |                                       |       |        |                                                                                 |  |  |

| 2026년 FIFA 월드컵 아시아 지역 3차 예선 2025년 3월 25일 | 일본 | 0 - 0 | 사우디아라비아 | 사이타마, ( 일본)                                                                |  |  |
| 19:35 UTC+9                                             |      |       |                | 경기장: 사이타마 스타디움 2002 관중 수: 58,003 심판: 아흐메드 알 알리 (쿠웨이트) |  |  |
|                                                         |      |       |                |                                                                                  |  |  |

| 2026년 FIFA 월드컵 아시아 지역 3차 예선 2025년 6월 5일 | 오스트레일리아    | 1 - 0 | 일본 | 퍼스, ( 오스트레일리아)                                           |  |  |
| 19:10 UTC+8                                            | 아지즈 베히치 90′ |       |      | 경기장: 퍼스 스타디움 관중 수: 57,226 심판: 카셈 알 하트미 (오만) |  |  |
|                                                        |                   |       |      |                                                                   |  |  |

| 2026년 FIFA 월드컵 아시아 지역 3차 예선 2025년 6월 10일 | 일본                                                                                                 | 6 - 0 | 인도네시아 | 스이타, ( 일본)                                                          |  |  |
| 19:35 UTC+9                                             | 가마다 다이치 15′, 45+6′ · 구보 다케후사 19′ · 모리시타 료야 55′ · 마치노 슈토 58′ · 호소야 마오 80′ |       |            | 경기장: 파나소닉 스타디움 스이타 관중 수: 33,661 심판: 김종혁 (대한민국) |  |  |
|                                                         | |       |            |                                                                          |  |  |

| 2025년 EAFF E-1 풋볼 챔피언십 2025년 7월 8일 | 일본                                                                | 6 - 1 | 홍콩        | 용인, ( 대한민국)                                                      |  |  |
| 19:24 UTC+9                                  | 저메인 료 4′, 10′, 22′, 26′ · 이나가키 쇼 20′ · 나카무라 소타 90+4′ |       | 맷 오르 59′ | 경기장: 용인미르스타디움 관중 수: 687 심판: 토릭 알카티리 (인도네시아) |  |  |
|                                              |                                                                     |       |             |                                                                        |  |  |

| 2025년 EAFF E-1 풋볼 챔피언십 2025년 7월 12일 | 일본                                       | 2 - 0 | 중화인민공화국 | 용인, ( 대한민국)                                                   |  |  |
| 19:24 UTC+9                                   | 호소야 마오 11′ · 모치즈키 헨리 히로키 63′ |       |                | 경기장: 용인미르스타디움 관중 수: 1,661 심판: 시와콘 푸 우돔 (태국) |  |  |
|                                               |                                            |       |                |                                                                     |  |  |

| 2025년 EAFF E-1 풋볼 챔피언십 2025년 7월 15일 | 대한민국 | 0 - 1 | 일본         | 용인, ( 대한민국)                                                     |  |  |
| 19:24 UTC+9                                   |          |       | 저메인 료 8′ | 경기장: 용인미르스타디움 관중 수: 18,418 심판: 투안 야신 (말레이시아) |  |  |
|                                               |          |       |              |                                                                       |  |  |

## 코칭스태프

### 역대 감독
| 이름                | 활동 기간 |
| ------------------- | --------- |
| 니노미야 히로카즈   | 1951      |
| 다케노코시 시게마루 | 1951–1956 |
| 다카하시 히데토키   | 1957      |
| 가와모토 다이조     | 1958      |
| 다케노코시 시게마루 | 1958–1959 |
| 다카하시 히데토키   | 1960–1962 |
| 나가누마 겐         | 1962–1969 |
| 오카노 슈니치로     | 1970–1971 |
| 나가누마 겐         | 1972–1976 |
| 니노미야 히로시     | 1976–1978 |
| 시모무라 유키오     | 1979–1980 |
| 와타나베 마사시     | 1980      |
| 가와부치 사부로     | 1980–1981 |
| 모리 다카지         | 1981–1985 |
| 이시이 요시노부     | 1986–1987 |
| 요코야마 겐조       | 1988–1991 |
| 한스 오프트         | 1992–1993 |
| 파우캉              | 1994      |
| 가모 슈             | 1994–1997 |
| 오카다 다케시       | 1997–1998 |
| 필리프 트루시에     | 1998–2002 |
| 코임브라 지코       | 2002–2006 |
| 이비차 오심         | 2006–2007 |
| 오카다 다케시       | 2007–2010 |
| 알베르토 차케로니   | 2010-2014 |
| 하비에르 아기레     | 2014-2015 |
| 바히드 할릴호지치   | 2015-2018 |
| 니시노 아키라       | 2018      |
| 모리야스 하지메     | 2018-     |

## 선수

### 현재 선수 명단
다음 명단은 2025년 7월 3일 일본축구협회에서 발표한 7월 2025년 EAFF E-1 풋볼 챔피언십에 참가하는 선수들 명단이다.
 참가경기 수와 골 수는 2025년 7월 15일 대한민국과 맞대결한 경기 기준이다.
| 번호 | 위치 | 선수                 | 생년월일 (나이)        | 출전 | 득점 | 소속              |
| ---- | ---- | -------------------- | ---------------------- | ---- | ---- | ----------------- |
| 1    | GK   | 오사코 게이스케      | 1999년 7월 28일(26세)  | 10   | 0    | 산프레체 히로시마 |
| 23   | GK   | 피사노 알렉상드르    | 2006년 1월 10일(19세)  | 1    | 0    | 나고야 그램퍼스   |
| 12   | GK   | 하라카와 도모키      | 1999년 3월 3일(26세)   | 1    | 0    | 가시마 앤틀러스   |
|      |      |                      |                        |      |      |                   |
| 5    | DF   | 나가토모 유토        | 1986년 9월 12일(38세)  | 143  | 4    | FC 도쿄           |
| 22   | DF   | 우에다 나오미치      | 1994년 10월 24일(30세) | 18   | 1    | 가시마 앤틀러스   |
| 4    | DF   | 고가 다이요          | 1998년 10월 28일(26세) | 3    | 0    | 가시와 레이솔     |
| 3    | DF   | 아라키 하야토        | 1996년 8월 7일(29세)   | 3    | 0    | 산프레체 히로시마 |
| 16   | DF   | 안도 도모야          | 1999년 1월 10일(26세)  | 2    | 0    | 아비스파 후쿠오카 |
| 25   | DF   | 쓰나시마 유토        | 2000년 8월 15일(24세)  | 1    | 0    | 앤트워프          |
|      |      |                      |                        |      |      |                   |
| 7    | MF   | 소마 유키            | 1997년 2월 25일(28세)  | 17   | 5    | 마치다 젤비아     |
| 6    | MF   | 가와베 하야오        | 1995년 9월 8일(29세)   | 8    | 1    | 산프레체 히로시마 |
| 21   | MF   | 사토 류노스케        | 2006년 10월 16일(18세) | 4    | 0    | 파지아노 오카야마 |
| 15   | MF   | 이나가키 쇼          | 1991년 12월 25일(33세) | 4    | 3    | 나고야 그램퍼스   |
| 20   | MF   | 다와라쓰미다 고타    | 2004년 5월 14일(21세)  | 3    | 0    | FC 도쿄           |
| 2    | MF   | 모치즈키 헨리 히로키 | 2001년 9월 20일(23세)  | 3    | 1    | 마치다 젤비아     |
| 26   | MF   | 나카무라 소타        | 2002년 10월 15일(22세) | 2    | 1    | 산프레체 히로시마 |
| 14   | MF   | 오제키 유토          | 2005년 2월 6일(20세)   | 2    | 0    | 가와사키 프론탈레 |
| 17   | MF   | 우노 젠토            | 2003년 11월 20일(21세) | 2    | 0    | 시미즈 에스펄스   |
| 24   | MF   | 구보 도지로          | 1999년 4월 5일(26세)   | 1    | 0    | 가시와 레이솔     |
| 8    | MF   | 다나카 사토시        | 2002년 8월 13일(22세)  | 1    | 0    | 산프레체 히로시마 |
|      |      |                      |                        |      |      |                   |
| 10   | FW   | 호소야 마오          | 2001년 9월 7일(23세)   | 9    | 3    | 가시와 레이솔     |
| 13   | FW   | 저메인 료            | 1995년 4월 19일(30세)  | 3    | 5    | 산프레체 히로시마 |
| 19   | FW   | 가키타 유키          | 1997년 7월 14일(28세)  | 2    | 0    | 가시와 레이솔     |
| 9    | FW   | 미야시로 다이세이    | 2000년 5월 26일(25세)  | 2    | 0    | 비셀 고베         |
| 11   | FW   | 하라 다이치          | 1999년 5월 5일(26세)   | 2    | 0    | 교토 상가         |
| 18   | FW   | 야마다 신            | 2000년 5월 30일(25세)  | 1    | 0    | 셀틱              |

### 최근 차출된 선수
아래 명단은 최근 1년 사이에 차출된 일본 대표팀 선수 명단이다.
| 위치 | 선수               | 생년월일 (나이)        | 출전 | 득점 | 소속                      | 최근 소집                             |
| ---- | ------------------ | ---------------------- | ---- | ---- | ------------------------- | ------------------------------------- |
| GK   | 스즈키 자이온      | 2002년 8월 21일(22세)  | 18   | 0    | 파르마                    | 2025년 6월 10일 인도네시아전          |
| GK   | 다니 고세이        | 2000년 11월 22일(24세) | 3    | 0    | 마치다 젤비아             | 2025년 6월 10일 인도네시아전          |
|      |                    |                        |      |      |                           |                                       |
| DF   | 마치다 고키        | 1997년 8월 25일(27세)  | 17   | 0    | TSG 호펜하임              | 2025년 6월 10일 인도네시아전 부상     |
| DF   | 세코 아유무        | 2000년 6월 7일(25세)   | 7    | 0    | 르아브르                  | 2025년 6월 10일 인도네시아전          |
| DF   | 다카이 고타        | 2004년 9월 4일(20세)   | 4    | 0    | 토트넘 홋스퍼             | 2025년 6월 10일 인도네시아전          |
| DF   | 와타나베 쓰요시    | 1997년 2월 5일(28세)   | 4    | 0    | 페예노르트                | 2025년 6월 10일 인도네시아전 부상     |
| DF   | 세키네 히로키      | 2002년 8월 11일(22세)  | 1    | 0    | 랭스                      | 2025년 6월 10일 인도네시아전          |
| DF   | 스즈키 준노스케    | 2003년 7월 12일(22세)  | 1    | 0    | 코펜하겐                  | 2025년 6월 10일 인도네시아전          |
| DF   | 이타쿠라 고        | 1997년 1월 27일(28세)  | 37   | 2    | 아약스                    | 2025년 3월 25일 사우디아라비아전      |
| DF   | 나카야마 유타      | 1997년 2월 16일(28세)  | 22   | 0    | 마치다 젤비아             | 2025년 3월 25일 사우디아라비아전      |
| DF   | 이토 히로키        | 1999년 5월 12일(26세)  | 21   | 1    | 바이에른 뮌헨             | 2025년 3월 25일 사우디아라비아전      |
| DF   | 스가와라 유키나리  | 2000년 6월 28일(25세)  | 15   | 2    | 사우샘프턴                | 2025년 3월 25일 사우디아라비아전      |
| DF   | 하시오카 다이키    | 1999년 5월 17일(26세)  | 11   | 0    | 슬라비아 프라하           | 2024년 11월 19일 중화인민공화국전     |
| DF   | 다니구치 쇼고      | 1991년 7월 15일(34세)  | 32   | 1    | 신트트라위던              | 2024년 11월 15일 인도네시아전 부상    |
|      |                    |                        |      |      |                           |                                       |
| MF   | 가와사키 소타      | 2001년 7월 30일(24세)  | 0    | 0    | 마인츠 05                 | 2025년 EAFF E-1 풋볼 챔피언십 기타    |
| MF   | 엔도 와타루 (주장) | 1993년 2월 9일(32세)   | 70   | 4    | 리버풀                    | 2025년 6월 10일 인도네시아전          |
| MF   | 구보 다케후사      | 2001년 6월 4일(24세)   | 44   | 7    | 레알 소시에다드           | 2025년 6월 10일 인도네시아전          |
| MF   | 가마다 다이치      | 1996년 8월 5일(29세)   | 42   | 11   | 크리스털 팰리스           | 2025년 6월 10일 인도네시아전          |
| MF   | 나카무라 게이토    | 2000년 7월 28일(25세)  | 18   | 8    | 랭스                      | 2025년 6월 10일 인도네시아전          |
| MF   | 사노 가이슈        | 2000년 12월 30일(24세) | 6    | 0    | 마인츠 05                 | 2025년 6월 10일 인도네시아전          |
| MF   | 모리시타 료야      | 1997년 4월 11일(28세)  | 3    | 1    | 레기아 바르샤바           | 2025년 6월 10일 인도네시아전          |
| MF   | 후지타 조엘 치마   | 2002년 2월 16일(23세)  | 3    | 0    | FC 장크트파울리           | 2025년 6월 10일 인도네시아전          |
| MF   | 미토 슌스케        | 2002년 9월 28일(22세)  | 1    | 0    | 스파르타 로테르담         | 2025년 6월 10일 인도네시아전          |
| MF   | 사노 고다이        | 2003년 9월 25일(21세)  | 1    | 0    | NEC 네이메헌              | 2025년 6월 10일 인도네시아전          |
| MF   | 히라카와 유        | 2001년 1월 3일(24세)   | 1    | 0    | 브리스틀 시티             | 2025년 6월 10일 인도네시아전          |
| MF   | 구마사카 고키      | 2001년 4월 15일(24세)  | 0    | 0    | 가시와 레이솔             | 2025년 6월 10일 인도네시아전 부상     |
| MF   | 미나미노 다쿠미    | 1995년 1월 16일(30세)  | 67   | 24   | AS 모나코                 | 2025년 3월 25일 사우디아라비아전      |
| MF   | 이토 준야          | 1993년 3월 9일(32세)   | 62   | 14   | 헹크                      | 2025년 3월 25일 사우디아라비아전      |
| MF   | 도안 리쓰          | 1998년 6월 16일(27세)  | 57   | 10   | 아인트라흐트 프랑크푸르트 | 2025년 3월 25일 사우디아라비아전      |
| MF   | 모리타 히데마사    | 1995년 5월 10일(30세)  | 40   | 6    | 스포르팅 CP               | 2025년 3월 25일 사우디아라비아전 부상 |
| MF   | 다나카 아오        | 1998년 9월 10일(26세)  | 32   | 8    | 리즈 유나이티드           | 2025년 3월 25일 사우디아라비아전      |
| MF   | 미토마 가오루      | 1997년 5월 20일(28세)  | 27   | 8    | 브라이턴 & 호브 앨비언    | 2025년 3월 25일 사우디아라비아전      |
| MF   | 하타테 레오        | 1997년 11월 21일(27세) | 11   | 0    | 셀틱                      | 2025년 3월 25일 사우디아라비아전      |
|      |                    |                        |      |      |                           |                                       |
| FW   | 니시무라 다쿠마    | 1996년 10월 22일(28세) | 5    | 3    | 마치다 젤비아             | 2025년 EAFF E-1 풋볼 챔피언십 부상    |
| FW   | 마치노 슈토        | 1999년 9월 30일(25세)  | 8    | 4    | 보루시아 묀헨글라트바흐   | 2025년 6월 10일 인도네시아전          |
| FW   | 스즈키 유이토      | 2001년 10월 25일(23세) | 2    | 0    | SC 프라이부르크           | 2025년 6월 10일 인도네시아전          |
| FW   | 오하시 유키        | 1996년 7월 27일(29세)  | 2    | 0    | 블랙번 로버스             | 2025년 6월 10일 인도네시아전          |
| FW   | 우에다 아야세      | 1998년 8월 28일(26세)  | 31   | 14   | 페예노르트                | 2025년 3월 25일 사우디아라비아전 부상 |
| FW   | 마에다 다이젠      | 1997년 10월 20일(27세) | 23   | 4    | 셀틱                      | 2025년 3월 25일 사우디아라비아전      |
| FW   | 후루하시 교고      | 1995년 1월 20일(30세)  | 23   | 5    | 버밍엄 시티               | 2025년 3월 25일 사우디아라비아전      |
| FW   | 오가와 고키        | 1997년 8월 8일(28세)   | 9    | 9    | NEC 네이메헌              | 2024년 11월 19일 중화인민공화국전     |
| FW   | 아사노 다쿠마      | 1994년 11월 10일(30세) | 53   | 9    | 마요르카                  | 2024년 9월 10일 바레인전              |

범례
정지: 출전 정지 

부상: 소집 당시 또는 소집 이후 부상으로 선수단에서 제외 

징계: 징계로 인해 국가대표팀에서 제외 

기타: 소집 당시 또는 소집 이후 개인적인 사유로 인해 선수단에서 제외 

## 개인 기록

### 선수 기록
| # | 성명              | 기간      | 출장 | 골 |
| - | ----------------- | --------- | ---- | -- |
| 1 | 엔도 야스히토     | 2002–2015 | 152  | 15 |
| 2 | 나가토모 유토     | 2008–     | 141  | 4  |
| 3 | 요시다 마야       | 2010–     | 125  | 12 |
| 4 | 이하라 마사미     | 1988–1999 | 122  | 5  |
| 5 | 오카자키 신지     | 2008–2019 | 119  | 50 |
| 6 | 가와구치 요시카쓰 | 1997–2010 | 116  | 0  |
| 7 | 하세베 마코토     | 2006–2018 | 114  | 2  |
| 8 | 나카자와 유지     | 1999–2010 | 110  | 17 |
| 9 | 나카무라 슌스케   | 2000–2010 | 98   | 24 |
| 9 | 혼다 게이스케     | 2008–2018 | 98   | 37 |

| #  | 선수              | 경력      | 골 | 출장 | 골평균 |
| -- | ----------------- | --------- | -- | ---- | ------ |
| 1  | 가마모토 구니시게 | 1964–1977 | 75 | 76   | 0.99   |
| 2  | 미우라 가즈요시   | 1990–2000 | 55 | 89   | 0.62   |
| 3  | 오카자키 신지     | 2008–2019 | 50 | 119  | 0.42   |
| 4  | 하라 히로미       | 1978–1988 | 37 | 75   | 0.49   |
| 4  | 혼다 게이스케     | 2008–2018 | 37 | 98   | 0.38   |
| 6  | 가가와 신지       | 2008–2019 | 31 | 97   | 0.32   |
| 7  | 다카기 다쿠야     | 1992–1997 | 27 | 44   | 0.61   |
| 8  | 기무라 가즈시     | 1979–1986 | 26 | 54   | 0.48   |
| 9  | 오사코 유야       | 2013–     | 25 | 57   | 0.44   |
| 10 | 나카무라 슌스케   | 2000–2010 | 24 | 98   | 0.24   |

## 국제대회 기록

### FIFA 월드컵
| FIFA 월드컵 본선 기록 | FIFA 월드컵 본선 기록        | FIFA 월드컵 본선 기록        | FIFA 월드컵 본선 기록        | FIFA 월드컵 본선 기록        | FIFA 월드컵 본선 기록        | FIFA 월드컵 본선 기록        | FIFA 월드컵 본선 기록        | FIFA 월드컵 본선 기록        | FIFA 월드컵 본선 기록        | FIFA 월드컵 예선 기록                     | FIFA 월드컵 예선 기록                     | FIFA 월드컵 예선 기록                     | FIFA 월드컵 예선 기록                     | FIFA 월드컵 예선 기록                     | FIFA 월드컵 예선 기록                     | FIFA 월드컵 예선 기록                     |
| 년도                  | 결과                         | 순위                         | 경기                         | 승                           | 무*                          | 패                           | 득점                         | 실점                         | 승점                         | 경기                                      | 승                                        | 무*                                       | 패                                        | 득점                                      | 실점                                      | 승점                                      |
| --------------------- | ---------------------------- | ---------------------------- | ---------------------------- | ---------------------------- | ---------------------------- | ---------------------------- | ---------------------------- | ---------------------------- | ---------------------------- | ----------------------------------------- | ----------------------------------------- | ----------------------------------------- | ----------------------------------------- | ----------------------------------------- | ----------------------------------------- | ----------------------------------------- |
| 1930년                | 불참                         | 불참                         | 불참                         | 불참                         | 불참                         | 불참                         | 불참                         | 불참                         | 불참                         | 불참                                      | 불참                                      | 불참                                      | 불참                                      | 불참                                      | 불참                                      | 불참                                      |
| 1934년                | 불참                         | 불참                         | 불참                         | 불참                         | 불참                         | 불참                         | 불참                         | 불참                         | 불참                         | 불참                                      | 불참                                      | 불참                                      | 불참                                      | 불참                                      | 불참                                      | 불참                                      |
| 1938년                | 기권                         | 기권                         | 기권                         | 기권                         | 기권                         | 기권                         | 기권                         | 기권                         | 기권                         | 기권                                      | 기권                                      | 기권                                      | 기권                                      | 기권                                      | 기권                                      | 기권                                      |
| 1950년                | 출전 금지                    | 출전 금지                    | 출전 금지                    | 출전 금지                    | 출전 금지                    | 출전 금지                    | 출전 금지                    | 출전 금지                    | 출전 금지                    | 출전 금지                                 | 출전 금지                                 | 출전 금지                                 | 출전 금지                                 | 출전 금지                                 | 출전 금지                                 | 출전 금지                                 |
| 1954년                | 예선 탈락                    | 예선 탈락                    | 예선 탈락                    | 예선 탈락                    | 예선 탈락                    | 예선 탈락                    | 예선 탈락                    | 예선 탈락                    | 예선 탈락                    | 2                                         | 0                                         | 1                                         | 1                                         | 3                                         | 7                                         | 1                                         |
| 1958년                | 불참                         | 불참                         | 불참                         | 불참                         | 불참                         | 불참                         | 불참                         | 불참                         | 불참                         | 불참                                      | 불참                                      | 불참                                      | 불참                                      | 불참                                      | 불참                                      | 불참                                      |
| 1962년                | 예선 탈락                    | 예선 탈락                    | 예선 탈락                    | 예선 탈락                    | 예선 탈락                    | 예선 탈락                    | 예선 탈락                    | 예선 탈락                    | 예선 탈락                    | 2                                         | 0                                         | 0                                         | 2                                         | 1                                         | 4                                         | 0                                         |
| 1966년                | 불참                         | 불참                         | 불참                         | 불참                         | 불참                         | 불참                         | 불참                         | 불참                         | 불참                         | 불참                                      | 불참                                      | 불참                                      | 불참                                      | 불참                                      | 불참                                      | 불참                                      |
| 1970년                | 예선 탈락                    | 예선 탈락                    | 예선 탈락                    | 예선 탈락                    | 예선 탈락                    | 예선 탈락                    | 예선 탈락                    | 예선 탈락                    | 예선 탈락                    | 4                                         | 0                                         | 2                                         | 2                                         | 4                                         | 8                                         | 2                                         |
| 1974년                | 예선 탈락                    | 예선 탈락                    | 예선 탈락                    | 예선 탈락                    | 예선 탈락                    | 예선 탈락                    | 예선 탈락                    | 예선 탈락                    | 예선 탈락                    | 4                                         | 1                                         | 0                                         | 3                                         | 5                                         | 4                                         | 3                                         |
| 1978년                | 예선 탈락                    | 예선 탈락                    | 예선 탈락                    | 예선 탈락                    | 예선 탈락                    | 예선 탈락                    | 예선 탈락                    | 예선 탈락                    | 예선 탈락                    | 4                                         | 0                                         | 1                                         | 3                                         | 0                                         | 5                                         | 1                                         |
| 1982년                | 예선 탈락                    | 예선 탈락                    | 예선 탈락                    | 예선 탈락                    | 예선 탈락                    | 예선 탈락                    | 예선 탈락                    | 예선 탈락                    | 예선 탈락                    | 4                                         | 2                                         | 0                                         | 2                                         | 4                                         | 2                                         | 6                                         |
| 1986년                | 예선 탈락                    | 예선 탈락                    | 예선 탈락                    | 예선 탈락                    | 예선 탈락                    | 예선 탈락                    | 예선 탈락                    | 예선 탈락                    | 예선 탈락                    | 8                                         | 5                                         | 1                                         | 2                                         | 15                                        | 5                                         | 16                                        |
| 1990년                | 예선 탈락                    | 예선 탈락                    | 예선 탈락                    | 예선 탈락                    | 예선 탈락                    | 예선 탈락                    | 예선 탈락                    | 예선 탈락                    | 예선 탈락                    | 6                                         | 2                                         | 3                                         | 1                                         | 7                                         | 3                                         | 9                                         |
| 1994년                | 예선 탈락                    | 예선 탈락                    | 예선 탈락                    | 예선 탈락                    | 예선 탈락                    | 예선 탈락                    | 예선 탈락                    | 예선 탈락                    | 예선 탈락                    | 13                                        | 9                                         | 3                                         | 1                                         | 35                                        | 6                                         | 30                                        |
| 1998년                | 조별리그                     | 31위                         | 3                            | 0                            | 0                            | 3                            | 1                            | 4                            | 0                            | 15                                        | 9                                         | 5                                         | 1                                         | 51                                        | 12                                        | 32                                        |
| 2002년                | 16강                         | 9위                          | 4                            | 2                            | 1                            | 1                            | 5                            | 3                            | 7                            | 자동참가(개최국)                          | 자동참가(개최국)                          | 자동참가(개최국)                          | 자동참가(개최국)                          | 자동참가(개최국)                          | 자동참가(개최국)                          | 자동참가(개최국)                          |
| 2006년                | 조별리그                     | 28위                         | 3                            | 0                            | 1                            | 2                            | 2                            | 7                            | 1                            | 12                                        | 11                                        | 0                                         | 1                                         | 25                                        | 5                                         | 33                                        |
| 2010년                | 16강                         | 9위                          | 4                            | 2                            | 1                            | 1                            | 4                            | 2                            | 7                            | 14                                        | 8                                         | 4                                         | 2                                         | 23                                        | 9                                         | 28                                        |
| 2014년                | 조별리그                     | 29위                         | 3                            | 0                            | 1                            | 2                            | 2                            | 6                            | 1                            | 14                                        | 8                                         | 3                                         | 3                                         | 30                                        | 8                                         | 27                                        |
| 2018년                | 16강                         | 15위                         | 4                            | 1                            | 1                            | 2                            | 6                            | 7                            | 4                            | 18                                        | 13                                        | 3                                         | 2                                         | 44                                        | 7                                         | 42                                        |
| 2022년                | 16강                         | 9위                          | 4                            | 2                            | 1                            | 1                            | 5                            | 4                            | 7                            | 18                                        | 15                                        | 1                                         | 2                                         | 58                                        | 6                                         | 46                                        |
| 2026년                | 본선 진출                    | 본선 진출                    | 본선 진출                    | 본선 진출                    | 본선 진출                    | 본선 진출                    | 본선 진출                    | 본선 진출                    | 본선 진출                    | 14                                        | 12                                        | 2                                         | 0                                         | 48                                        | 2                                         | 38                                        |
| 2030년                | 미정                         | 미정                         | 미정                         | 미정                         | 미정                         | 미정                         | 미정                         | 미정                         | 미정                         | 미정                                      | 미정                                      | 미정                                      | 미정                                      | 미정                                      | 미정                                      | 미정                                      |
| 2034년                | 미정                         | 미정                         | 미정                         | 미정                         | 미정                         | 미정                         | 미정                         | 미정                         | 미정                         | 미정                                      | 미정                                      | 미정                                      | 미정                                      | 미정                                      | 미정                                      | 미정                                      |
| 합계                  | 8회 진출(8/23)               | 16강(4회)                    | 25                           | 7                            | 6                            | 12                           | 25                           | 33                           | 27                           | 134                                       | 80                                        | 26                                        | 28                                        | 305                                       | 91                                        | 266                                       |
| 순위                  | FIFA 월드컵 역대 순위 : 35위 | FIFA 월드컵 역대 순위 : 35위 | FIFA 월드컵 역대 순위 : 35위 | FIFA 월드컵 역대 순위 : 35위 | FIFA 월드컵 역대 순위 : 35위 | FIFA 월드컵 역대 순위 : 35위 | FIFA 월드컵 역대 순위 : 35위 | FIFA 월드컵 역대 순위 : 35위 | FIFA 월드컵 역대 순위 : 35위 | 월드컵 예선 승점 순위 : 23위 (아시아 5위) | 월드컵 예선 승점 순위 : 23위 (아시아 5위) | 월드컵 예선 승점 순위 : 23위 (아시아 5위) | 월드컵 예선 승점 순위 : 23위 (아시아 5위) | 월드컵 예선 승점 순위 : 23위 (아시아 5위) | 월드컵 예선 승점 순위 : 23위 (아시아 5위) | 월드컵 예선 승점 순위 : 23위 (아시아 5위) |

- 자세한 사항은 일본의 FIFA 월드컵 성적 문서 참조.

### FIFA 컨페더레이션스컵
| FIFA 컨페드컵 기록 | FIFA 컨페드컵 기록                       | FIFA 컨페드컵 기록                       | FIFA 컨페드컵 기록                       | FIFA 컨페드컵 기록                       | FIFA 컨페드컵 기록                       | FIFA 컨페드컵 기록                       | FIFA 컨페드컵 기록                       | FIFA 컨페드컵 기록                       | FIFA 컨페드컵 기록                       |
| 년도               | 결과                                     | 순위                                     | 경기                                     | 승                                       | 무*                                      | 패                                       | 득점                                     | 실점                                     | 승점                                     |
| ------------------ | ---------------------------------------- | ---------------------------------------- | ---------------------------------------- | ---------------------------------------- | ---------------------------------------- | ---------------------------------------- | ---------------------------------------- | ---------------------------------------- | ---------------------------------------- |
| 1992년             | 불참                                     | 불참                                     | 불참                                     | 불참                                     | 불참                                     | 불참                                     | 불참                                     | 불참                                     | 불참                                     |
| 1995년             | 조별리그                                 | 6위                                      | 2                                        | 0                                        | 0                                        | 2                                        | 1                                        | 8                                        | 0                                        |
| 1997년             | 진출 실패                                | 진출 실패                                | 진출 실패                                | 진출 실패                                | 진출 실패                                | 진출 실패                                | 진출 실패                                | 진출 실패                                | 진출 실패                                |
| 1999년             | 진출 실패                                | 진출 실패                                | 진출 실패                                | 진출 실패                                | 진출 실패                                | 진출 실패                                | 진출 실패                                | 진출 실패                                | 진출 실패                                |
| 2001년             | 준우승                                   | 2위                                      | 5                                        | 3                                        | 1                                        | 1                                        | 6                                        | 1                                        | 10                                       |
| 2003년             | 조별리그                                 | 6위                                      | 3                                        | 1                                        | 0                                        | 2                                        | 4                                        | 3                                        | 3                                        |
| 2005년             | 조별리그                                 | 5위                                      | 3                                        | 1                                        | 1                                        | 1                                        | 4                                        | 4                                        | 4                                        |
| 2009년             | 진출 실패                                | 진출 실패                                | 진출 실패                                | 진출 실패                                | 진출 실패                                | 진출 실패                                | 진출 실패                                | 진출 실패                                | 진출 실패                                |
| 2013년             | 조별리그                                 | 7위                                      | 3                                        | 0                                        | 0                                        | 3                                        | 4                                        | 9                                        | 0                                        |
| 2017년             | 진출 실패                                | 진출 실패                                | 진출 실패                                | 진출 실패                                | 진출 실패                                | 진출 실패                                | 진출 실패                                | 진출 실패                                | 진출 실패                                |
| 합계               | 5회 진출(5/10)                           | 준우승(1회)                              | 16                                       | 5                                        | 2                                        | 9                                        | 19                                       | 25                                       | 17                                       |
| 순위               | FIFA 컨페더레이션스컵 역대 순위: 9위페지 | FIFA 컨페더레이션스컵 역대 순위: 9위페지 | FIFA 컨페더레이션스컵 역대 순위: 9위페지 | FIFA 컨페더레이션스컵 역대 순위: 9위페지 | FIFA 컨페더레이션스컵 역대 순위: 9위페지 | FIFA 컨페더레이션스컵 역대 순위: 9위페지 | FIFA 컨페더레이션스컵 역대 순위: 9위페지 | FIFA 컨페더레이션스컵 역대 순위: 9위페지 | FIFA 컨페더레이션스컵 역대 순위: 9위페지 |

### 하계 올림픽
| 올림픽 축구 기록 | 올림픽 축구 기록 | 올림픽 축구 기록 | 올림픽 축구 기록 | 올림픽 축구 기록 | 올림픽 축구 기록 | 올림픽 축구 기록 | 올림픽 축구 기록 | 올림픽 축구 기록 | 올림픽 축구 기록 |
| 년도             | 결과             | 순위             | 경기             | 승               | 무*              | 패               | 득점             | 실점             | 승점             |
| ---------------- | ---------------- | ---------------- | ---------------- | ---------------- | ---------------- | ---------------- | ---------------- | ---------------- | ---------------- |
| 1900년           | 불참             | 불참             | 불참             | 불참             | 불참             | 불참             | 불참             | 불참             | 불참             |
| 1904년           | 불참             | 불참             | 불참             | 불참             | 불참             | 불참             | 불참             | 불참             | 불참             |
| 1908년           | 불참             | 불참             | 불참             | 불참             | 불참             | 불참             | 불참             | 불참             | 불참             |
| 1912년           | 불참             | 불참             | 불참             | 불참             | 불참             | 불참             | 불참             | 불참             | 불참             |
| 1920년           | 불참             | 불참             | 불참             | 불참             | 불참             | 불참             | 불참             | 불참             | 불참             |
| 1924년           | 불참             | 불참             | 불참             | 불참             | 불참             | 불참             | 불참             | 불참             | 불참             |
| 1928년           | 불참             | 불참             | 불참             | 불참             | 불참             | 불참             | 불참             | 불참             | 불참             |
| 1936년           | 8강              | 8위              | 2                | 1                | 0                | 1                | 3                | 10               | 3                |
| 1948년           | 출전 금지        | 출전 금지        | 출전 금지        | 출전 금지        | 출전 금지        | 출전 금지        | 출전 금지        | 출전 금지        | 출전 금지        |
| 1952년           | 불참             | 불참             | 불참             | 불참             | 불참             | 불참             | 불참             | 불참             | 불참             |
| 1956년           | 1라운드          | 10위             | 1                | 0                | 0                | 1                | 0                | 2                | 0                |
| 1960년           | 진출 실패        | 진출 실패        | 진출 실패        | 진출 실패        | 진출 실패        | 진출 실패        | 진출 실패        | 진출 실패        | 진출 실패        |
| 1964년           | 8강              | 8위              | 3                | 1                | 0                | 2                | 5                | 9                | 3                |
| 1968년           | 동메달           | 3위              | 6                | 3                | 2                | 1                | 9                | 8                | 11               |
| 1972년           | 진출 실패        | 진출 실패        | 진출 실패        | 진출 실패        | 진출 실패        | 진출 실패        | 진출 실패        | 진출 실패        | 진출 실패        |
| 1976년           | 진출 실패        | 진출 실패        | 진출 실패        | 진출 실패        | 진출 실패        | 진출 실패        | 진출 실패        | 진출 실패        | 진출 실패        |
| 1980년           | 불참             | 불참             | 불참             | 불참             | 불참             | 불참             | 불참             | 불참             | 불참             |
| 1984년           | 진출 실패        | 진출 실패        | 진출 실패        | 진출 실패        | 진출 실패        | 진출 실패        | 진출 실패        | 진출 실패        | 진출 실패        |
| 1988년           | 진출 실패        | 진출 실패        | 진출 실패        | 진출 실패        | 진출 실패        | 진출 실패        | 진출 실패        | 진출 실패        | 진출 실패        |
| 합계             | 4회 진출(4/17)   | 동메달(1회)      | 12               | 5                | 2                | 5                | 17               | 29               | 17               |

### AFC 아시안컵
| AFC 아시안컵 본선 기록 | AFC 아시안컵 본선 기록       | AFC 아시안컵 본선 기록       | AFC 아시안컵 본선 기록       | AFC 아시안컵 본선 기록       | AFC 아시안컵 본선 기록       | AFC 아시안컵 본선 기록       | AFC 아시안컵 본선 기록       | AFC 아시안컵 본선 기록       | AFC 아시안컵 본선 기록       | AFC 아시안컵 예선 기록 | AFC 아시안컵 예선 기록 | AFC 아시안컵 예선 기록 | AFC 아시안컵 예선 기록 | AFC 아시안컵 예선 기록 | AFC 아시안컵 예선 기록 | AFC 아시안컵 예선 기록 |
| 년도                   | 결과                         | 순위                         | 경기                         | 승                           | 무*                          | 패                           | 득점                         | 실점                         | 승점                         | 경기                   | 승                     | 무*                    | 패                     | 득점                   | 실점                   | 승점                   |
| ---------------------- | ---------------------------- | ---------------------------- | ---------------------------- | ---------------------------- | ---------------------------- | ---------------------------- | ---------------------------- | ---------------------------- | ---------------------------- | ---------------------- | ---------------------- | ---------------------- | ---------------------- | ---------------------- | ---------------------- | ---------------------- |
| 1956년                 | 기권                         | 기권                         | 기권                         | 기권                         | 기권                         | 기권                         | 기권                         | 기권                         | 기권                         | 기권                   | 기권                   | 기권                   | 기권                   | 기권                   | 기권                   | 기권                   |
| 1960년                 | 기권                         | 기권                         | 기권                         | 기권                         | 기권                         | 기권                         | 기권                         | 기권                         | 기권                         | 기권                   | 기권                   | 기권                   | 기권                   | 기권                   | 기권                   | 기권                   |
| 1964년                 | 기권                         | 기권                         | 기권                         | 기권                         | 기권                         | 기권                         | 기권                         | 기권                         | 기권                         | 기권                   | 기권                   | 기권                   | 기권                   | 기권                   | 기권                   | 기권                   |
| 1968년                 | 예선 탈락                    | 예선 탈락                    | 예선 탈락                    | 예선 탈락                    | 예선 탈락                    | 예선 탈락                    | 예선 탈락                    | 예선 탈락                    | 예선 탈락                    | 4                      | 3                      | 1                      | 0                      | 8                      | 4                      | 10                     |
| 1972년                 | 기권                         | 기권                         | 기권                         | 기권                         | 기권                         | 기권                         | 기권                         | 기권                         | 기권                         | 기권                   | 기권                   | 기권                   | 기권                   | 기권                   | 기권                   | 기권                   |
| 1976년                 | 예선 탈락                    | 예선 탈락                    | 예선 탈락                    | 예선 탈락                    | 예선 탈락                    | 예선 탈락                    | 예선 탈락                    | 예선 탈락                    | 예선 탈락                    | 5                      | 2                      | 1                      | 2                      | 4                      | 4                      | 7                      |
| 1980년                 | 기권                         | 기권                         | 기권                         | 기권                         | 기권                         | 기권                         | 기권                         | 기권                         | 기권                         | 기권                   | 기권                   | 기권                   | 기권                   | 기권                   | 기권                   | 기권                   |
| 1984년                 | 기권                         | 기권                         | 기권                         | 기권                         | 기권                         | 기권                         | 기권                         | 기권                         | 기권                         | 기권                   | 기권                   | 기권                   | 기권                   | 기권                   | 기권                   | 기권                   |
| 1988년                 | 조별리그                     | 10위                         | 4                            | 0                            | 1                            | 3                            | 0                            | 6                            | 1                            | 4                      | 2                      | 1                      | 1                      | 6                      | 3                      | 7                      |
| 1992년                 | 우승                         | 1위                          | 5                            | 3                            | 2                            | 0                            | 6                            | 3                            | 11                           | 자동참가(개최국)       | 자동참가(개최국)       | 자동참가(개최국)       | 자동참가(개최국)       | 자동참가(개최국)       | 자동참가(개최국)       | 자동참가(개최국)       |
| 1996년                 | 8강                          | 5위                          | 4                            | 3                            | 0                            | 1                            | 7                            | 3                            | 9                            | 자동참가(전 대회 우승) | 자동참가(전 대회 우승) | 자동참가(전 대회 우승) | 자동참가(전 대회 우승) | 자동참가(전 대회 우승) | 자동참가(전 대회 우승) | 자동참가(전 대회 우승) |
| 2000년                 | 우승                         | 1위                          | 6                            | 5                            | 1                            | 0                            | 21                           | 6                            | 16                           | 3                      | 3                      | 0                      | 0                      | 15                     | 0                      | 9                      |
| 2004년                 | 우승                         | 1위                          | 6                            | 4                            | 2                            | 0                            | 13                           | 6                            | 14                           | 자동참가(전 대회 우승) | 자동참가(전 대회 우승) | 자동참가(전 대회 우승) | 자동참가(전 대회 우승) | 자동참가(전 대회 우승) | 자동참가(전 대회 우승) | 자동참가(전 대회 우승) |
| 2007년                 | 준결승                       | 4위                          | 6                            | 2                            | 3                            | 1                            | 11                           | 7                            | 9                            | 6                      | 5                      | 0                      | 1                      | 15                     | 2                      | 15                     |
| 2011년                 | 우승                         | 1위                          | 6                            | 4                            | 2                            | 0                            | 14                           | 6                            | 14                           | 6                      | 5                      | 0                      | 1                      | 17                     | 4                      | 15                     |
| 2015년                 | 8강                          | 5위                          | 4                            | 3                            | 1                            | 0                            | 8                            | 1                            | 10                           | 자동참가(전 대회 우승) | 자동참가(전 대회 우승) | 자동참가(전 대회 우승) | 자동참가(전 대회 우승) | 자동참가(전 대회 우승) | 자동참가(전 대회 우승) | 자동참가(전 대회 우승) |
| 2019년                 | 준우승                       | 2위                          | 7                            | 6                            | 0                            | 1                            | 12                           | 6                            | 18                           | 8                      | 7                      | 1                      | 0                      | 27                     | 0                      | 22                     |
| 2023년                 | 8강                          | 6위                          | 5                            | 3                            | 0                            | 2                            | 12                           | 8                            | 9                            | 8                      | 8                      | 0                      | 0                      | 46                     | 2                      | 24                     |
| 2027년                 | 본선 진출                    | 본선 진출                    | 본선 진출                    | 본선 진출                    | 본선 진출                    | 본선 진출                    | 본선 진출                    | 본선 진출                    | 본선 진출                    | 6                      | 6                      | 0                      | 0                      | 24                     | 0                      | 18                     |
| 합계                   | 11회 진출(11/19)             | 우승(4회)                    | 53                           | 33                           | 12                           | 8                            | 104                          | 52                           | 111                          | 46                     | 37                     | 4                      | 5                      | 138                    | 19                     | 115                    |
| 순위                   | AFC 아시안컵 역대 순위 : 3위 | AFC 아시안컵 역대 순위 : 3위 | AFC 아시안컵 역대 순위 : 3위 | AFC 아시안컵 역대 순위 : 3위 | AFC 아시안컵 역대 순위 : 3위 | AFC 아시안컵 역대 순위 : 3위 | AFC 아시안컵 역대 순위 : 3위 | AFC 아시안컵 역대 순위 : 3위 | AFC 아시안컵 역대 순위 : 3위 |                        |                        |                        |                        |                        |                        |                        |

- 자세한 사항은 일본의 AFC 아시안컵 성적 문서 참조.

### CONMEBOL코파 아메리카
남미 대회이지만 일본은 특별 초청팀으로 1993년 이후 일부 대회에 참가했다.
| 코파 아메리카 기록 | 코파 아메리카 기록                 | 코파 아메리카 기록                 | 코파 아메리카 기록                 | 코파 아메리카 기록                 | 코파 아메리카 기록                 | 코파 아메리카 기록                 | 코파 아메리카 기록                 | 코파 아메리카 기록                 | 코파 아메리카 기록                 |
| 년도               | 결과                               | 순위                               | 경기                               | 승                                 | 무*                                | 패                                 | 득점                               | 실점                               | 승점                               |
| ------------------ | ---------------------------------- | ---------------------------------- | ---------------------------------- | ---------------------------------- | ---------------------------------- | ---------------------------------- | ---------------------------------- | ---------------------------------- | ---------------------------------- |
| 1999년             | 예선탈락                           | 10위                               | 3                                  | 0                                  | 1                                  | 2                                  | 3                                  | 8                                  | 1                                  |
| 2001년             | 불참                               | 불참                               | 불참                               | 불참                               | 불참                               | 불참                               | 불참                               | 불참                               | 불참                               |
| 2004년             | 불참                               | 불참                               | 불참                               | 불참                               | 불참                               | 불참                               | 불참                               | 불참                               | 불참                               |
| 2007년             | 불참                               | 불참                               | 불참                               | 불참                               | 불참                               | 불참                               | 불참                               | 불참                               | 불참                               |
| 2011년             | 기권                               | 기권                               | 기권                               | 기권                               | 기권                               | 기권                               | 기권                               | 기권                               | 기권                               |
| 2015년             | 기권                               | 기권                               | 기권                               | 기권                               | 기권                               | 기권                               | 기권                               | 기권                               | 기권                               |
| 2019년             | 예선탈락                           | 9위                                | 3                                  | 0                                  | 2                                  | 1                                  | 3                                  | 7                                  | 2                                  |
| 합계               | 2회(초청)                          | 예선탈락(2회)                      | 6                                  | 0                                  | 3                                  | 3                                  | 6                                  | 15                                 | 3                                  |
| 순위               | CONMEBOL 코파 아메리카 순위 : 16위 | CONMEBOL 코파 아메리카 순위 : 16위 | CONMEBOL 코파 아메리카 순위 : 16위 | CONMEBOL 코파 아메리카 순위 : 16위 | CONMEBOL 코파 아메리카 순위 : 16위 | CONMEBOL 코파 아메리카 순위 : 16위 | CONMEBOL 코파 아메리카 순위 : 16위 | CONMEBOL 코파 아메리카 순위 : 16위 | CONMEBOL 코파 아메리카 순위 : 16위 |

### 아시안 게임
| 아시안 게임 기록 | 아시안 게임 기록 | 아시안 게임 기록 | 아시안 게임 기록 | 아시안 게임 기록 | 아시안 게임 기록 | 아시안 게임 기록 | 아시안 게임 기록 | 아시안 게임 기록 | 아시안 게임 기록 |
| 년도             | 결과             | 순위             | 경기             | 승               | 무*              | 패               | 득점             | 실점             | 승점             |
| ---------------- | ---------------- | ---------------- | ---------------- | ---------------- | ---------------- | ---------------- | ---------------- | ---------------- | ---------------- |
| 1951년           | 동메달           | 3위              | 3                | 1                | 1                | 1                | 4                | 3                | 4                |
| 1954년           | 조별리그         | 10위             | 2                | 0                | 0                | 2                | 5                | 8                | 0                |
| 1958년           | 조별리그         | 12위             | 2                | 0                | 0                | 2                | 0                | 3                | 0                |
| 1962년           | 조별리그         | 6위              | 3                | 1                | 0                | 2                | 3                | 4                | 3                |
| 1966년           | 동메달           | 3위              | 7                | 6                | 0                | 1                | 18               | 5                | 18               |
| 1970년           | 준결승           | 4위              | 7                | 5                | 0                | 2                | 8                | 5                | 15               |
| 1974년           | 조별리그         | 9위              | 3                | 1                | 1                | 1                | 5                | 4                | 4                |
| 1978년           | 조별리그         | 9위              | 3                | 1                | 0                | 2                | 5                | 5                | 3                |
| 1982년           | 8강              | 5위              | 4                | 3                | 0                | 1                | 6                | 3                | 9                |
| 1986년           | 조별리그         | 9위              | 4                | 2                | 0                | 2                | 9                | 4                | 6                |
| 1990년           | 8강              | 8위              | 3                | 1                | 0                | 2                | 3                | 3                | 3                |
| 1994년           | 8강              | 7위              | 4                | 1                | 2                | 1                | 9                | 5                | 5                |
| 1998년           | 16강             | 9위              | 5                | 3                | 0                | 2                | 8                | 4                | 9                |
| 합계             | 13회 출전(13/13) | 동메달(2회)      | 50               | 25               | 4                | 21               | 83               | 56               | 79               |

### EAFF 동아시안컵
| EAFF 동아시안컵 기록   | EAFF 동아시안컵 기록 | EAFF 동아시안컵 기록 | EAFF 동아시안컵 기록 | EAFF 동아시안컵 기록 | EAFF 동아시안컵 기록 | EAFF 동아시안컵 기록 | EAFF 동아시안컵 기록 | EAFF 동아시안컵 기록 | EAFF 동아시안컵 기록 |
| 년도                   | 순위                 | 경기                 | 승                   | 무*                  | 패                   | 득점                 | 실점                 | 승점                 |                      |
| 다이너스티컵 기록      | 다이너스티컵 기록    | 다이너스티컵 기록    | 다이너스티컵 기록    | 다이너스티컵 기록    | 다이너스티컵 기록    | 다이너스티컵 기록    | 다이너스티컵 기록    | 다이너스티컵 기록    |                      |
| ---------------------- | -------------------- | -------------------- | -------------------- | -------------------- | -------------------- | -------------------- | -------------------- | -------------------- | -------------------- |
| 1990년                 | 4위                  | 3                    | 0                    | 0                    | 3                    | 0                    | 4                    | 0                    |                      |
| 1992년                 | 우승                 | 4                    | 2                    | 2                    | 0                    | 8                    | 3                    | 8                    |                      |
| 1995년                 | 우승                 | 4                    | 2                    | 2                    | 0                    | 8                    | 4                    | 8                    |                      |
| 1998년                 | 우승                 | 3                    | 2                    | 0                    | 1                    | 7                    | 4                    | 6                    |                      |
| 동아시안컵 기록        |                      |                      |                      |                      |                      |                      |                      |                      |                      |
| 2003년                 | 준우승               | 3                    | 2                    | 1                    | 0                    | 3                    | 0                    | 7                    |                      |
| 2005년                 | 준우승               | 3                    | 1                    | 1                    | 1                    | 3                    | 3                    | 4                    |                      |
| 2008년                 | 준우승               | 3                    | 1                    | 2                    | 0                    | 3                    | 2                    | 5                    |                      |
| 2010년                 | 3위                  | 3                    | 1                    | 1                    | 1                    | 4                    | 3                    | 4                    |                      |
| 2013년                 | 우승                 | 3                    | 2                    | 1                    | 0                    | 8                    | 6                    | 7                    |                      |
| 2015년                 | 4위                  | 3                    | 0                    | 2                    | 1                    | 3                    | 4                    | 2                    |                      |
| E-1 풋볼 챔피언십 기록 |                      |                      |                      |                      |                      |                      |                      |                      |                      |
| 2017년                 | 준우승               | 3                    | 2                    | 0                    | 1                    | 4                    | 5                    | 6                    |                      |
| 2019년                 | 준우승               | 3                    | 2                    | 0                    | 1                    | 7                    | 2                    | 6                    |                      |
| 2022년                 | 우승                 | 3                    | 3                    | 0                    | 0                    |                      |                      |                      |                      |
| 2025년                 | 우승                 |                      |                      |                      |                      |                      |                      |                      |                      |
| 합계                   | 우승(4회)            | 38                   | 17                   | 12                   | 9                    | 58                   | 40                   | 63                   |                      |

## 같이 보기
- 일본 축구 협회
- 울트라 닛폰
- 한일전 (축구)

### 일본 남자 대표팀
- 일본 U-23 축구 국가대표팀
- 일본 U-20 축구 국가대표팀
- 일본 U-19 축구 국가대표팀
- 일본 U-18 축구 국가대표팀
- 일본 U-17 축구 국가대표팀
- 일본 U-16 축구 국가대표팀
- 일본 U-15 축구 국가대표팀
- 일본 풋살 국가대표팀
- 일본 U-23 풋살 국가대표팀
- 일본 U-19 풋살 국가대표팀
- 일본 비치사커 국가대표팀

### 일본 여자 대표팀
- 일본 여자 축구 국가대표팀
- 일본 여자 U-19 축구 국가대표팀
- 일본 여자 U-17 축구 국가대표팀
- 일본 여자 U-16 축구 국가대표팀
- 일본 여자 U-15 축구 국가대표팀
- 일본 여자 풋살 국가대표팀

### 기타
- 일본 e스포츠 축구 국가대표팀